# Iwla
Iwla – wieś w Polsce, położona w województwie podkarpackim, w powiecie krośnieńskim, w gminie Dukla, w dolinie Iwielki, dopływu Wisłoki, przy drodze Dukla – Nowy Żmigród, i na stokach wzgórza Iwli.
W latach 1954–1972 wieś należała i była siedzibą władz gromady Iwla. W latach 1975–1998 wieś administracyjnie należała do województwa krośnieńskiego.
Siedzibą rzymskokatolickiej parafii pw. św. Jana Chrzciciela należącej do dekanatu Dukla w archidiecezji przemyskiej. Miejsce urodzenia Tomasza Falla - jednego z najwybitniejszych polskich organmistrzów przełomu XIX i XX wieku.

## Części wsi
| SIMC    | Nazwa         | Rodzaj     |
| ------- | ------------- | ---------- |
| 0349139 | Dubielowa     | część wsi  |
| 0349145 | Fornalówka    | część wsi  |
| 0349317 | Góry Iwelskie | przysiółek |
| 0349323 | Helenówka     | przysiółek |
| 0349151 | Jurczyków     | część wsi  |
| 0349168 | Kmieca        | część wsi  |
| 0349174 | Kmieca Łąka   | część wsi  |
| 0349180 | Kobzowa       | część wsi  |
| 0349197 | Komisarskie   | część wsi  |
| 0349205 | Kowalowa      | część wsi  |
| 0349211 | Lipówki       | część wsi  |
| 0349228 | Moskalówka    | część wsi  |
| 0349234 | Muchowa       | część wsi  |
| 0349240 | Nawsie        | część wsi  |
| 0349257 | Olszyny       | część wsi  |
| 0349263 | Pasternik     | część wsi  |
| 0349270 | Paszudowa     | część wsi  |
| 0349286 | Rykałów       | część wsi  |
| 0349292 | Szwastowa     | część wsi  |
| 0349300 | Talagowa Góra | część wsi  |

## Historia
Miejscowość leży w dolinie rzeki Iwielka, dopływu Wisłoki. Na północ od wsi na stokach Wzgórz Iwielskich znajduje się przysiółek Helenówka. Na południowym wschodzie wznosi się masyw Chyrowej (695 m), na południowym zachodzie: Dania (696 m) i Polana (651 m).
Osadnictwo na tym terenie istniało już w III tysiącleciu p.n.e., o czym świadczą znaleziska, zaliczane do kultury ceramiki sznurowej. W czasach historycznych należała prawdopodobnie do rycerskiego rodu Bogoriów – do Mikołaja Bogorii Skotnickiego. Po raz pierwszy wieś wymieniana jest w dokumencie wydanym w dniu 17 sierpnia 1366 roku przez Kazimierza Wielkiego, wystawionym we Włodzimierzu. Dokument ten zatwierdzał podział majątku kanclerza Janusza (Suchywilka) i darowanie przez niego części majątku swym bratankom. Dobrami kanclerza podzielili się Janusz, Piotr i Mikołaj – synowie Jakuba Cztana z Kobylan.
W XV w. była własnością Kobylańskich (Jana Kobylańskiego herbu Grzymała – przełom XV i XVI wieku), a potem kolejno Cikowskich i Lubnickich. W 1503 roku Iwlę i Duklę, w ramach wymiany za Majkowice koło Bochni, otrzymał Stanisław Cikowski z Mikluszowic – kasztelan biecki. Iwla założona była na prawie wołoskim, a w roku 1504 jej właściciel Stanisław Cikowski uzyskał zgodę na przeniesienie jej na prawo magdeburskie i przeszła na właścicieli Dukli. W 1532 roku, po śmierci męża, Ewa Cikowska przekazała okoliczne miejscowości, w tym Iwlę (pozostawiając jednak sobie Duklę) Mikołajowi Kobylańskiemu, kasztelanowi rozpierskiemu. Dobra te potem dziedziczyła żona Mikołaja, Anna Kobylańska z Pilczy, oraz ich synowie: Jan i Krzysztof Kobylański. Po Krzysztofie Kobylańskim dobra odziedziczyły w 1568 r. jego siostry; Jadwiga Lubnicka z Kobylańskich – żona Jana Lubnickiego i Iwla przeszła na ród Lubnickich.
Ludność zamieszkująca obszar wsi wielokrotnie na przestrzeni wieków musiała stawać do walki w obronie swoich terytoriów. Najazdy obcych wojsk zagrażały mieszkańcom w latach 1474, 1657, 1704.
8 kwietnia 1769 r. Konfederaci barscy pod dowództwem Kazimierza Pułaskiego stoczyli tu zwycięską bitwę przeciw rosyjskim oddziałom Jelczaninowa.
W czasie I wojny toczyły się tu walki w grudniu w 1914 r. i 6 maja 1915 r. a zwłoki poległych żołnierzy złożono na cmentarzu pod Łysą Górą.
Krwawa bitwa pancerna rozegrała się tu od 12 do 14 września 1944 r. Mieszkańcy stali się uczestnikami i bohaterami jednej z największych górskich bitew pancernych II wojny światowej, pozostały po niej wraki czołgów. W walkach brały udział oddziały 38. armii i 4 samodzielnego korpusu pancernego 1 Frontu Ukraińskiego oraz I Korpus Czechosłowacki. 20 września 1944 r. przez Iwlę nacierał na Chyrową i Mszanę I Korpus Czechosłowacki gen. Svobody, który wykrwawił się na Wzgórzu Franków. Wieś wtedy została zrównana z ziemią, a tereny te nazwano Doliną Śmierci. W 1960 roku ku czci żołnierzy radzieckich i czechosłowackich poległych w walce postawiono w Iwli pomnik.

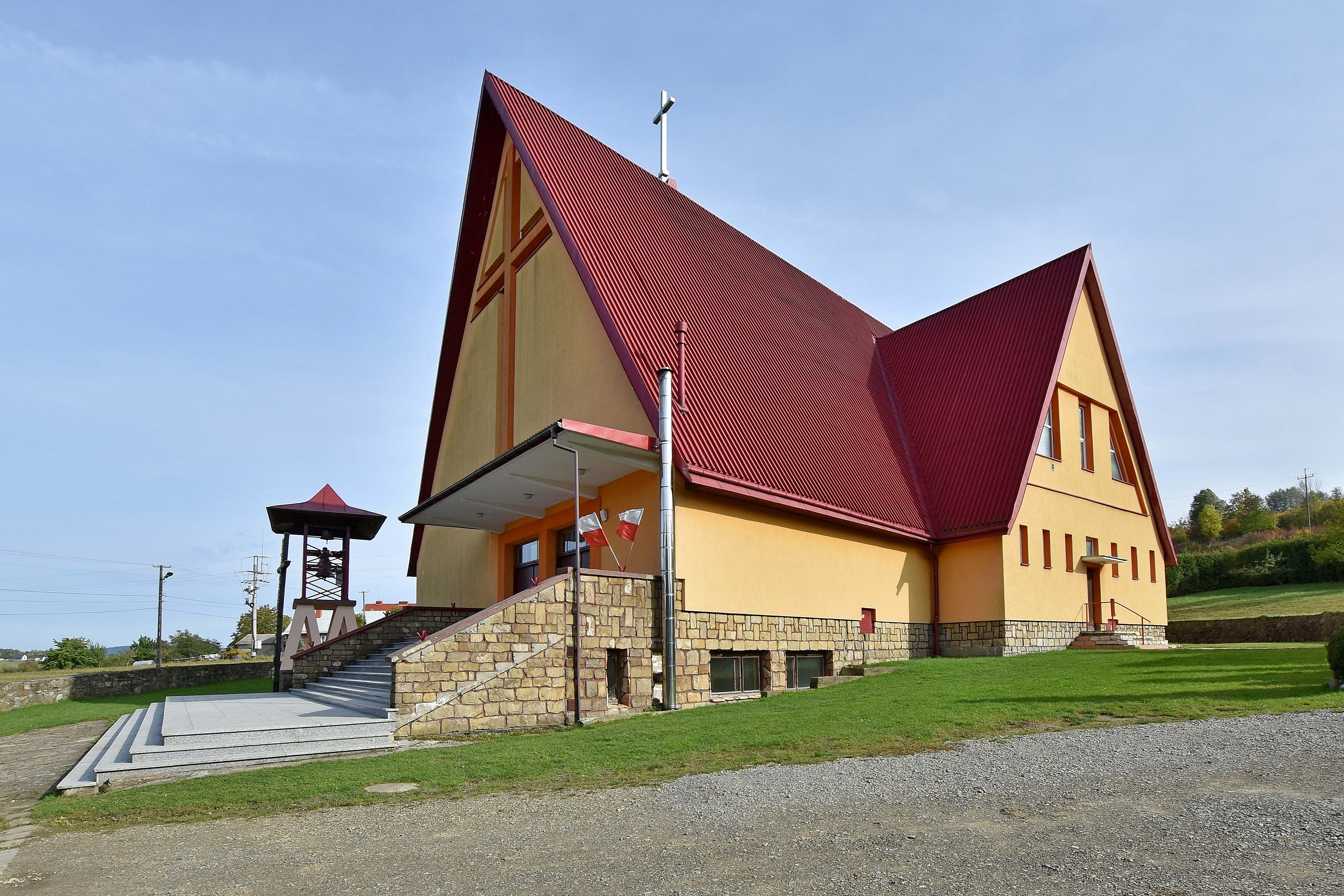
Kościół parafialny
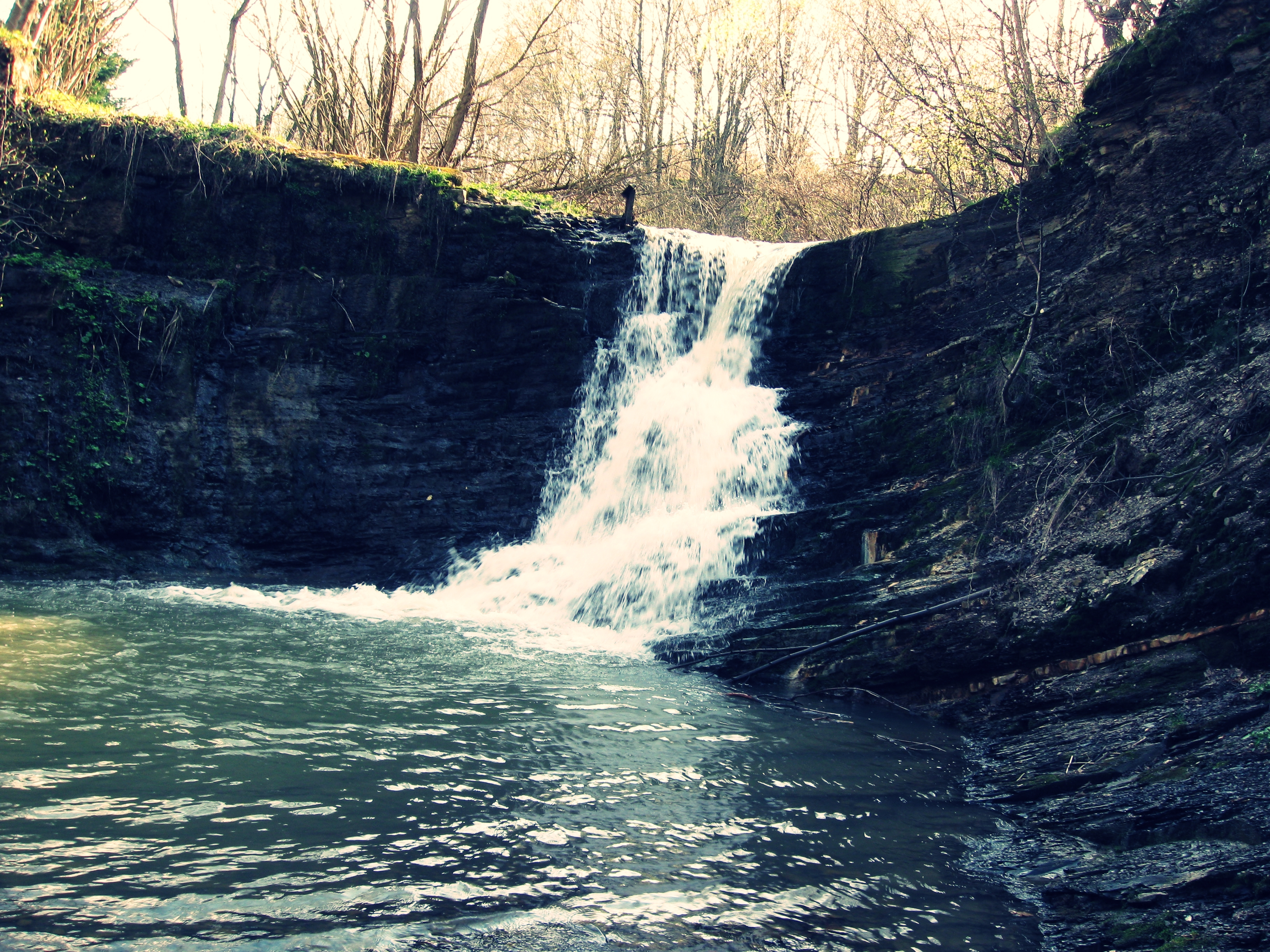
Wodospad "Przy Młynie"

## Znane miejsca
W Iwli do niedawna rósł najstarszy (400 lat) i najgrubszy (620 cm obwodu w pierśnicy) wiąz górski w Polsce, o nazwie Beskidnik. Obumarł on w ostatnich latach wskutek grafiozy – (naczyniowej choroby wiązów). Był pomnikiem przyrody.
W górnej części wsi znajduje się, uznany za pomnik przyrody, wodospad Przy Młynie, jeden z nielicznych w Beskidzie Niskim.